# Limonar
Limonar è un comune di Cuba, situato nella provincia di Matanzas.